# العلاقات الزيمبابوية السيراليونية
العلاقات الزيمبابوية السيراليونية هي العلاقات الثنائية التي تجمع بين زيمبابوي وسيراليون.

## مقارنة بين البلدين
هذه مقارنة عامة ومرجعية للدولتين:
| وجه المقارنة                                              | زيمبابوي | سيراليون       |
| --------------------------------------------------------- | --- | -------------- |
| المساحة (كم2)                                             | 390.76 ألف | 71.74 ألف      |
| عدد السكان (نسمة)                                         | 16.53 مليون | 7.56 مليون     |
| الكثافة السكانية (ن./كم²)                                 | 42.3 | 105.38         |
| العاصمة                                                   | هراري | فريتاون        |
| اللغة الرسمية                                             | لغة إنجليزية، اللغة الشونا، النديبيلية الشمالية ‏، لغة الشيشيوا، Barwe ‏، Kalanga language ‏، Tshwa language ‏، النداو ‏، اللغة التسونجا، لغة الإشارة الزيمبابوية ‏، اللغة السوتية، تونغا ‏، اللغة التسوانية، اللغة الفيندية، اللغة الكوسية | لغة إنجليزية   |
| العملة                                                    | دولار أمريكي | ليون سيراليوني |
| الناتج المحلي الإجمالي (بليون دولار)                      | 17.85 مليار | 3.77 مليار     |
| الناتج المحلي الإجمالي (تعادل القوة الشرائية) بليون دولار | 27.88 مليار | 10.13 مليار    |
| الناتج المحلي الإجمالي الاسمي للفرد دولار أمريكي          | 924 | 653            |
| الناتج المحلي الإجمالي للفرد دولار أمريكي                 | 1.79 ألف | 1.97 ألف       |
| مؤشر التنمية البشرية                                      | 0.509 | 0.413          |
| رمز المكالمات الدولي                                      | +263 | +232           |
| رمز الإنترنت                                              | .zw | .sl            |
| المنطقة الزمنية                                           | ت ع م+02:00 | 00             |

## منظمات دولية مشتركة
يشترك البلدان في عضوية مجموعة من المنظمات الدولية، منها:
| علم المنظمة | اسم المنظمة                                                | تاريخ انضمام زيمبابوي | تاريخ انضمام سيراليون |
| ----------- | ---------------------------------------------------------- | --------------------- | --------------------- |
|             | البنك الإفريقي للتنمية                                     | ?                     | ?                     |
|             | منظمة الشرطة الجنائية الدولية                              | ?                     | ?                     |
|             | الاتحاد البريدي العالمي                                    | ?                     | ?                     |
|             | الاتحاد الأفريقي                                           | ?                     | ?                     |
|             | العملية المشتركة للاتحاد الأفريقي والأمم المتحدة في دارفور | ?                     | ?                     |
|             | منظمة التجارة العالمية                                     | ?                     | ?                     |
|             | مؤسسة التنمية الدولية                                      | 29 سبتمبر 1980        | 13 نوفمبر 1962        |
|             | مؤسسة التمويل الدولية                                      | 29 سبتمبر 1980        | 10 سبتمبر 1962        |
|             | منظمة حظر الأسلحة الكيميائية                               | ?                     | ?                     |
|             | الأمم المتحدة                                              | 25 أغسطس 1980         | 27 سبتمبر 1961        |
|             | الاتحاد الدولي للاتصالات                                   | 10 فبراير 1981        | 30 ديسمبر 1961        |
|             | البنك الدولي للإنشاء والتعمير                              | 29 سبتمبر 1980        | 10 سبتمبر 1962        |
|             | مجموعة دول أفريقيا والكاريبي والمحيط الهادئ                | ?                     | ?                     |
|             | المركز الدولي لتسوية المنازعات الاستشارية                  | 19 يونيو 1994         | 14 أكتوبر 1966        |
|             | وكالة ضمان الاستثمار متعدد الأطراف                         | 10 أبريل 1992         | 20 يونيو 1996         |
|             | يونسكو                                                     | 22 سبتمبر 1980        | 28 مارس 1962          |

## وصلات خارجية
- موقع وزارة الخارجية الزيمبابوية